# 贡纳尔·奥克尔隆德
贡纳尔·奥克尔隆德（瑞典語：Gunnar Åkerlund，1923年11月20日—2006年10月4日），瑞典男子皮划艇运动员。他曾代表瑞典参加1948年和1952年夏季奥林匹克运动会皮划艇比赛，共获得一枚金牌和一枚银牌。